# Сікало Юрій Іванович
Сікало Юрій Іванович (20 вересня 1936, м. Сталіно — 7 листопада 2017, Київ) — головний режисер Київського державного академічного театру ляльок, народний артист України (2009), заслужений діяч мистецтв Польщі.

## Життєпис
У 1966 році закінчив Ленінградський інститут театру, кіно і музики.
З 1965 року працює в Київському академічному театрі ляльок, 1965—1970 рр. — Режисер-постановник, 1971—1978 рр. і з 1980 року — головний режисер театру.

## Творчий доробок
Заснував при театрі студію по підготовці акторів — ляльководів (1976—1978 рр.) і спец курси («актор з лялькою на естраді», «актор театру ляльок») при Київському естрадно — цирковому училищі.
Вистави: «Колобок» (Є.Патріка, відзначена на Фестивалі театрів ляльок, м. Луцьк), «Егле – королева вужів» (С. Неріс), «Непохитний олов'яний солдатик» (В. Данилевич), «Золотий ключик» (О. Толстой), «Каштанка» (За А.Чеховим, номінант на Київську Пектораль), «Пан Коцький» (С.Бретань, П. Гірник), «Троє поросят»(Г.Усача, С.Єфремова), «Русалонька» (Л.Розумовської за Г.Андерсеном).
Вистави для дорослих: «Майська ніч» (М. Старицького), «Божественна комедія» (І. Шток), «Йосиф Швейк проти Франца Йосифа» (В.Константинова, Б. Рацера за Я.Гашеком), «Клоп» (В.Маяковський), «Любов, любов» (В. Маслов за «Декамероном» Бокаччо), «Енеїда» (І.Котляревського), «Дон Кіхот» (Є.Шварца за Сервантесом), «Біндюжник та Король» (за І.Бабелем), «За двома зайцями» (М.Старицького).

## Нагороди та відзнаки
- Заслужений артист України (1972)
- Заслужений діяч культури Польщі (1976)
- Лауреат Міжнародної премії «Дружба» (1995)
- Лауреат премії Спілки театральних діячів України ім. Марка Кропивницького (1998).
- народний артист України (2009)